# One ~Kagayaku Kisetsu e~
ONE ~Kagayaku Kisetsu e~ (Nhật: ONE ～輝く季節へ～ tạm dịch: ONE ~Cho ngày mùa rạng rỡ~) là một visual novel dành cho người lớn phát triển bởi Tactics, một thương hiệu thuộc NEXTON, và phát hành tại Nhật Bản vào ngày 29 tháng 5 năm 1998 trên hệ điều hành Windows của máy tính cá nhân (PC). Trò chơi được nhóm phát triển miêu tả như một "AVG chạm đến trái tim" (心に届くAVG Kokoro ni Todoku AVG). Câu chuyện xoay quanh cuộc sống của Orihara Kōhei, một nam sinh cao trung đã dành nhiều thời gian vui đùa bên những cô bạn cùng tuổi, trong khi cùng lúc bị kéo dần vào một không gian huyền bí gọi là Thế giới Vĩnh cửu.
Lối chơi của ONE đi theo một cốt truyện phân nhánh có tính tương tác với nhiều kịch bản và tập trung chủ yếu vào sáu nhân vật nữ chính. Tác phẩm từng nhiều lần nằm trong tốp 50 PC game bán chạy nhất toàn Nhật Bản. Các nhà phê bình đánh giá cao ONE nhờ kịch bản sâu sắc và cảm động, đồng thời ca ngợi nó như tác phẩm đi tiên phong trong thể loại trò chơi "cướp nước mắt" những người trải nghiệm. Một phần tiếp theo dựa trên rất ít nội dung của ONE với nhan đề ONE2 ~Eien no Yakusoku~ được BaseSon, một thương hiệu khác thuộc NEXTON, phát triển và cho ra mắt lần đầu trong tháng 4 năm 2002.
Hầu hết nhân viên tham gia phát triển trò chơi này về sau sáng lập nên thương hiệu visual novel Key. KSS sản xuất chuyển thể anime gồm bốn tập OVA dành cho mọi lứa tuổi từ năm 2001 đến năm 2002, được Muse Communication cấp phép phát hành tại thị trường Đài Loan. Arms phối hợp cùng Cherry Lips sản xuất tiếp ba tập OVA người lớn mang tựa ONE ~Kagayaku Kisetsu e~ True Stories từ năm 2003 đến năm 2004, sau đó xê-ri được cấp phép phân phối bản tiếng Anh bởi Media Blasters. Các hợp tuyển manga, bốn tập tiểu thuyết và một số drama CD cũng được ra mắt.

## Cách chơi

Một đoạn hội thoại thường gặp giữa người chơi và nhân vật Mizuka trong visual novel ONE.

ONE là một visual novel lãng mạn mà trong đó người chơi sẽ vào vai Orihara Kōhei. Gần như toàn bộ thời gian chơi chỉ là đọc những lời tự sự và hội thoại. Văn bản trong trò chơi thường kèm theo một sprite (立ち絵 tachi-e) nhân vật, đại diện cho người mà Kōhei đang giao tiếp, trên một họa nền; sprite có thể thay đổi thường xuyên theo biểu cảm nhân vật. Người chơi sẽ bắt gặp những CG artwork ở một số thời điểm trong kịch bản, khi đó họa nền và sprite nhân vật được thay thế bởi một họa phẩm riêng biệt, tùy tình huống. ONE đi theo một cốt truyện phân nhánh với nhiều cái kết khác nhau, và tùy thuộc vào những quyết định người chơi thực hiện trong suốt quá trình thưởng thức mà kịch bản sẽ tiến triển theo một hướng cụ thể.
Có ba mạch kịch bản chính để người chơi trải nghiệm, mỗi mạch truyện tập trung vào câu chuyện của một nữ chính. Visual novel thường cung cấp những tùy chọn để người chơi lựa chọn xuyên suốt kịch bản, và văn bản sẽ tạm ngưng không chạy tiếp cho đến khi người chơi đã đưa ra quyết định của mình. Để đọc được toàn bộ kịch bản, người chơi phải chơi lại nhiều lần, mỗi lần lại đưa ra các lựa chọn khác nhau để câu chuyện đi tiếp theo một hướng khác. Phiên bản dành cho người lớn (eroge) chứa những CG thể hiện cảnh làm tình giữa Kōhei và một trong các nữ chính. Về sau, trong các bản tương thích với hệ máy cầm tay và điện thoại di động, những nội dung tình dục này đã bị loại bỏ khỏi game.

## Tổng quan

### Thiết lập
Phần chính trong cốt truyện của ONE diễn ra tại một trường cao trung của Nhật Bản, tuy nhiên toàn cảnh ngôi trường rất ít khi được thể hiện, ngoại trừ lớp của Kōhei, căn tin vài địa điểm xung quanh. Tòa nhà chính của trường gồm có ba tầng, và mọi người có thể lên tầng thượng một cách dễ dàng, mặc dù cánh cửa dẫn vào đó có treo biển "Cấm vào", nhưng nó không bao giờ bị khóa. Liền kề với tòa nhà chính là phòng sinh hoạt câu lạc bộ. Ranh giới giữa khuôn viên trường học với khu rừng bên cạnh là một hàng lưới mắt cáo. Ngoài khu rừng còn có một công viên với đài phun nước và một thang gác dẫn lên đỉnh đồi. Khác với trường học, khu mua sắm trong thị trấn và con đường đến trường thường ngày của Kōhei xuất hiện nhiều lần, và một địa điểm khác nữa là căn nhà hai tầng của anh.

### Nhân vật chính
Người chơi sẽ vào vai Orihara Kōhei, nam chính của ONE, học sinh cao trung sống một cuộc đời bình dị. Anh có tật thích trêu chọc những cô gái mà mình quen biết, đặc biệt là người bạn thời thơ ấu Nagamori Mizuka, nhưng nhìn chung trong thâm tâm Kōhei luôn nghĩ về họ một cách tử tế. Mizuka quan tăm săn sóc Kōhei rất chu đáo, và luôn lo lắng khi nghĩ đến việc anh ta đột nhiên có một cô bạn gái. Cô cứ phải thở dài sau những lời bông đùa vô nghĩa của Kōhei. Kōhei gặp một học sinh mới chuyển trường tên là Nanase Rumi, người luôn muốn mình trở thành một "thục nữ toàn diện". Để làm được điều đó, Rumi ra vẻ thánh thiện với mọi người xung quanh, nhưng lại trở về là chính mình mỗi khi gặp Kōhei, do anh đã để lại trong cô ấn tượng đầu vô cùng tệ hại. Kōhei quen biết một nữ sinh trầm tính cùng lớp là Satomura Akane, người không dễ mở lòng mình ra với bất cứ ai xung quanh, và từ chối mọi sự giúp đỡ của Kōhei. Kōhei chạm mặt Akane lần đầu khi cô đang đứng một mình dưới trời mưa giữa một bãi đất trống, tay cầm chiếc ô màu hồng.
Kōhei kết bạn với một đàn chị lớp trên tên là Kawana Misaki. Cô luôn hòa đồng với mọi người và có thể giãi bày tâm sự với bất kỳ ai. Kawana bị khiếm thị sau một tai nạn hồi cô còn học tiểu học. Một cô gái câm học lớp dưới tên Kouzuki Mio, người luôn mang theo bên mình một quyển vở nháp để giao tiếp bằng chữ viết, cũng trở thành bạn của Kōhei. Mio là thành viên của câu lạc bộ kịch nghệ, và mặc dù không thể nói được, cô vẫn thể hiện tốt cảm xúc của mình thông qua nhiều biểu thị phong phú trên nét mặt. Cô gái cuối cùng mà Kōhei quen chỉ mới học sơ trung tên là Shiina Mayu, sở hữu một tính cách rất trẻ con và không thích đến trường. Người bạn duy nhất mà Mayu tin tưởng trong cuộc đời là chú chồn sương Myū, đã chết ngay trước khi cô gặp Kōhei và các nữ chính khác.

### Cốt truyện
Cốt truyện của ONE xoay quanh nhân vật chính Orihara Kōhei, một nam sinh luôn tin rằng ở thời điểm nào đó trong cuộc đời mình sẽ xảy ra một biến cố lớn làm đảo lộn những tháng ngày đơn điệu hiện tại. Người cha qua đời khi Kōhei còn rất nhỏ, rồi đến lượt em gái Misao và cuối cùng là cả mẹ anh cũng ra đi vĩnh viễn. Chìm sâu trong đau khổ và trầm mặc, anh đến sống cùng dì Yukiko, em của mẹ, vào khoảng mười năm trước khi câu chuyện khởi đầu từ ngày 30 tháng 11 năm 1998. Sau khi làm quen với cô bé hàng xóm Nagamori Mizuka, Kōhei tự thu mình vào Thế giới Vĩnh cửu (えいえんの世界 Eien no Sekai), nơi chỉ tồn tại trong nội tâm của chính anh. Chủ đề quán xuyến trong tác phẩm tập trung vào thế giới nội tâm này, một không gian huyền bí mà không bao giờ được giải thích rõ ràng, và cả các sự tình bên trong cũng không được đề cập đến. Lời bình của nhân vật Hikami Shun trong ấn bản game gốc dường như là manh mối về Thế giới Vĩnh cửu.
Thế giới Vĩnh cửu là nơi tương tự như thế giới bên kia, và nhân bản khác của một người đang chờ đợi họ trong đó. Bất cứ ai cũng có thể tiếp cận Thế giới Vĩnh cửu, nhưng chỉ một lần duy nhất vào thời điểm mà họ đánh mất chính mình ở thế giới thực. Một giao kết có thể cần được thực hiện với ai đó ngoài thế giới thực để mở đường bước vào Thế giới Vĩnh cửu, nhưng ký ức của người kia về giao kết đó sẽ phai mờ dần. Sau giao kết này, vẫn có một khoảng thời gian đặc ân trước khi người đó bước vào Thế giới Vĩnh cửu. Một khi tiến trình bày bắt đầu, không gì có thể ngăn cản một người vào trong Thế giới Vĩnh cửu, và nếu muốn trở ra thì lại vô cùng khó khăn. Một người khi sắp sang Thế giới Vĩnh cửu sẽ bắt đầu bị quên lãng dần trong vòng một tuần trước khi biến mất hoàn toàn, và khoảng thời gian trước khi người đó bị quên hẳn là khác nhau tùy thuộc vào những người ở lại quan tâm người sắp ra đi đến mức độ nào. Tuy nhiên, người ta có thể nhận ra lại sự tồn tại khi họ đã quay về thế giới thực. Nếu tình cảm của ai đó ở thế giới thực dành cho người sắp ra đi thật sự mãnh liệt, người này có thể được trả về dương gian sau gần một năm.
Kōhei đang có cuộc sống rất bình thường ở một trường trung học cùng với Mizuka, và sau đó là sự góp mặt của năm cô gái khác trong suốt câu chuyện. Anh đã tìm hiểu từng người và giúp đỡ những vấn đề nội tâm của họ. Mặc dù thích đùa giỡn và trêu chọc những cô gái này, sâu trong tim Kōhei luôn rất quan tâm và lo lắng cho họ. Theo kịch bản, Kōhei đã lần lượt tạo các mối quan hệ thân thiết với sáu nữ chính, đó là: Nagamori Mizuka, Nanase Rumi, Kawana Misaki, Kouzuki Mio, Shiina Mayu và Satomura Akane. Mặc cho những tình cảm rất tốt đẹp giữa họ và Kōhei, những người xung quanh cũng bắt đầu quên mất sự tồn tại của anh khi anh dần tiến sâu hơn vào Thế giới Vĩnh cửu. Vào thời điểm đã rơi hoàn toàn vào đó, ngoài thế giới thực Kōhei dường như chưa bao giờ tồn tại. Nếu Kōhei đã tạo dựng được mối quan hệ đủ sâu đậm với một trong các nữ chính, cô ta vẫn sẽ nhớ ra anh. Nhờ vậy mà cuối cùng giúp Kōhei trở về dương gian sau một năm và đoàn tụ với những người thân yêu của mình.

## Phát triển và phát hành
—YET11
ONE ~Kagayaku Kisetsu e~ là tác phẩm thứ ba của Tactics, sau MOON. và Dōsei. Trưởng dự án phát triển là YET11, nghệ danh của Yoshizawa Tsutomu, đồng thời là người sáng tác một số nhạc phẩm trong trò chơi. Hoạch định phát triển ONE do Maeda Jun phụ trách, cũng là một trong hai nhà biên kịch chính của trò chơi cùng với người đồng nghiệp Hisaya Naoki. Maeda viết kịch bản cho Mizuka, Rumi và Mayu, còn Hisaya viết phần truyện của Misaki, Mio và Akane. Hinoue Itaru làm chỉ đạo nghệ thuật và thiết kế nhân vật kiêm đồ họa vi tính với sự hỗ trợ của Miracle Mikipon và Shinory. Ngoài YET11, âm nhạc trong game còn sử dụng những sáng tác của Orito Shinji, OdiakeS, M.S và Ishisan. Sự gia tăng nhân sự cho dự án này xuất phát từ những thành công trước đó của MOON..
ONE ra mắt lần đầu vào ngày 29 tháng 5 năm 1998 dưới cả hai hình thức giới hạn và thông thường dành cho PC Windows 95 sử dụng ổ CD-ROM; ấn bản giới hạn còn kèm thêm đĩa soundtrack nguyên bản đầu tiên của trò chơi. Cả ấn bản giới hạn lẫn thông thường của bản game gốc này đều không có tính năng lồng tiếng nhân vật. Ngày 1 tháng 4 năm 1999, KID phát hành hai ấn bản giới hạn và thông thường dành cho mọi lứa tuổi, chơi trên hệ máy PlayStation (PS) dưới nhan đề Kagayaku Kisetsu e; các nhân vật được lồng tiếng đầy đủ trong phiên bản PS. Ngày 14 tháng 9 năm 2000, AI System tung ra ONE ~Kagayaku Kisetsu e~ Memorial Selection, đơn giản là tái bản ấn bản đầu tiên của visual novel, nhưng có giá thành rẻ hơn khoảng một nửa so với giá gốc. Ngày 24 tháng 1 năm 2003, ấn bản Windows lồng tiếng đầy đủ của game được NEXTON ra mắt, trong đó hỗ trợ khả năng tương thích với Windows 98/Me/2000/XP. Kōhei đã không được lồng tiếng trong mọi bản phát hành.
ONE trở lại vào ngày 9 tháng 2 năm 2007, lần này trên điện thoại di động FOMA qua một trình Java của NTT DoCoMo. Phiên bản điện thoại di động thứ hai là trên au, phát hành ngày 1 tháng 3 năm 2007 bởi KDDI. SoftBank Mobile tiếp tục tung ra phiên bản điện thoại di động thứ ba của ONE cũng trên FOMA vào ngày 2 tháng 5 năm 2007. Lần phát hành mới nhất trên PC bởi NEXTON là vào ngày 1 tháng 6 năm 2007 đã hỗ trợ thêm Windows Vista. Gyutto ra mắt thêm một ấn bản lồng tiếng đầy đủ và tương thích Vista của ONE vào ngày 26 tháng 2 năm 2010 ở dạng tải về trực tuyến. Phiên bản PlayStation và các phiên bản di động phát hành bởi KDDI và SoftBank Mobile không chứa nội dung người lớn. Video quảng cáo trò chơi hiện vẫn có thể tải về từ website ONE của Tactics.

## Truyền thông

### Ấn phẩm
Bốn quyển tiểu thuyết người lớn có cốt truyện dựa theo visual novel viết bởi Tateyama Midori và được Movic ấn hành từ tháng 8 năm 1998 đến tháng 4 năm 2000. Mỗi tập tiểu thuyết tập trung vào một nữ chính trong nguyên tác, lần lượt từ tập một đến tập bốn là Mizuka, Akane, Misaki và Rumi. Một fan book chính thức dày 143 trang gồm các minh họa nghệ thuật trong MOON. và ONE mang tựa Tactics MOON. & ONE ~Kagayaku Kisetsu e~ Settei Genga-shū (タクティクスMOON.&ONE～輝く季節へ～設定原画集) được Compass xuất bản vào ngày 31 tháng 10 năm 1998 (ISBN 4-87763-014-7). Tháng 10 năm 1999, Aspect phát hành một fan book khác dày 95 trang dành cho phiên bản ONE trên PS.
Compass cũng phát hành một hợp tuyển manga mang tựa Tactics Anthology Comic ONE ~Kagayaku Kisetsu e~ Chapter vào tháng 5 năm 1999. Hai tập trong bộ hợp tuyển ONE ~Kagayaku Kisetsu e~ Comic Anthology được Movic xuất bản vào tháng 10 và tháng 12 năm 1999. Ohzora ấn hành năm tuyển tập manga: ba quyển trong cùng xê-ri, và hai quyển cuối là những tập đơn có nội dung riêng lẽ. Loạt truyện ba tập có tên ONE ~Kagayaku Kisetsu e~ Anthology Comics, phát hành từ tháng 5 năm 2002 đến tháng 2 năm 2003. Tập đơn đầu tiên mang tựa ONE ~Kagayaku Kisetsu e~ Dōjin Selection, ra mắt trong tháng 9 năm 2003, và tập đơn thứ hai là Hidamari ONE ~Kagayaku Kisetsu e~, ra mắt trong tháng 1 năm 2004.

### Anime
ONE được chuyển thể thành hai bộ OVA. Xê-ri phim đầu tiên dành cho mọi lứa tuổi do KSS sản xuất; bốn đĩa DVD và băng VHS đã phát hành ở Nhật Bản từ ngày 10 tháng 8 năm 2001 đến 24 tháng 5 năm 2002. Bộ OVA mọi lứa tuổi không bám sát nội dung của nguyên tác visual novel ONE và được xây dựng lại theo một thiết lập khác. Phim sau đó được tái phát hành trong hộp DVD một đĩa vào ngày 29 tháng 2 năm 2008; rồi được cấp phép phát hành tại Đài Loan bởi Muse Communication. Bộ OVA thứ hai dành cho người lớn, sản xuất bởi Arms và Cherry Lips với nhan đề ONE ~Kagayaku Kisetsu e~ True Stories. Ba đĩa DVD và băng VHS chứa nội dung từng tập ra mắt từ ngày 21 tháng 11 năm 2003 đến 28 tháng 5 năm 2004. ONE ~Kagayaku Kisetsu e~ True Stories sau đó được Media Blasters cấp phép phân phối bản tiếng Anh dưới tựa đề One: True Stories và ba tập phim ra mắt chung trong một đĩa phát hành ngày 16 tháng 8 năm 2005.

### Âm nhạc và drama CD
Bản nhạc chủ đề duy nhất của ONE cũng chính là nhạc phẩm kết thúc visual novel "Kagayaku Kisetsu e" (輝く季節へ) do Orito Shinji sáng tác. Năm nhân vật nữ chính trong tác phẩm có các nét chủ đạo thuộc thể loại nhạc nền, ngoại trừ Mayu. Bài của Mizuka là "Happiki no Neko" (8匹のネコ); bài của Rumi là "Otome Kibō" (乙女希望); bài của Misaki là "Mitame wa Ojō-sama" (見た目はお嬢様); bài của Mio là "Mujaki ni Egao" (無邪気に笑顔); cuối cùng là bài của Akane có tựa đề "Niji o Mita Shōkei" (虹をみた小径). Soundtrack nguyên bản đầu tiên của trò chơi phát hành ngày 6 tháng 12 năm 1998 và soundtrack thứ hai ra mắt ngày 24 tháng 9 năm 1999 như một album biến tấu piano. Một album phối lại mang tựa Sea Roars được gói kèm theo ấn bản Windows lồng tiếng đầy đủ của game vào ngày 24 tháng 1 năm 2003. Ba đĩa drama CD dựa theo visual novel nguyên tác do Movic sản xuất và phát hành từ ngày 6 tháng 11 năm 1999 đến 30 tháng 1 năm 2000. Hai drama CD khác dựa trên chuyển thể OVA mọi lứa tuổi ra mắt bởi KSS trong tháng 11 năm 2001 và tháng 7 năm 2002.
Bộ anime thứ nhất dùng năm nhạc phẩm chủ đề, còn anime thứ hai dùng ba nhạc phẩm. Bài hát mở đầu trong xê-ri thứ nhất là "Eternity ~Kono Hajimari ni Owari wa nai~" (～この始まりに終わりはない～) do ca sĩ Millio trình bày; ca khúc kết thúc tập phim đầu tiên là "Rose" của Yoshida Sayuri; ca khúc kết thúc tập phim thứ hai là "Impurity" của Terada Haruhi; ca khúc kết thúc tập phim thứ ba là "Kaze no Mieru Hi" (風の見える日) của Toyoshima Machiko; và ca khúc kết thúc tập phim thứ tư là "Kono Mama ga Ii yo" (このままがいいよ) của Kawasumi Ayako. Nhạc phẩm mở đầu xê-ri thứ hai là "Kagayaku Kisetsu e" (輝く季節へ); ca khúc kết thúc của hai tập phim đầu tiên là "Shōsetsu" (小説) và của tập phim cuối cùng là "The Gentle Magic"; cả ba nhạc phẩm đều được ca sĩ Sakamoto Rei thể hiện. Tất cả nhạc phẩm, gồm những ca khúc chủ đề và nhạc nền, của bộ anime thứ nhất đều do cố nhạc sĩ-ca sĩ Okazaki Ritsuko sáng tác, và được KSS phát hành đĩa soundtrack nguyên bản dưới tựa ONE ~Kagayaku Kisetsu e~ Music from the Animation (còn được gọi là ONE ~Kagayaku Kisetsu e~ Vocal Mini album) vào ngày 10 tháng 8 năm 2001. Trong khi đó bộ anime thứ hai sử dụng lại nhiều nhạc phẩm nền của visual novel nguyên tác, được ChamberRecords/HOBiRECORDS phát hành soundtrack nguyên bản vào ngày 21 tháng 11 năm 2003.

## Đón nhận
Theo một bảng xếp hạng về doanh số thu được của các bishōjo game trên toàn quốc ở Nhật Bản, ấn bản Windows ONE ~Kagayaku Kisetsu e~ Memorial Selection đã hiện diện bảy lần vào những thời điểm khác nhau. Trò chơi xuất phát ở vị trí thứ Sáu trong bảng xếp hạng suốt hai tuần đầu tháng 9 năm 2000. Trong hai tuần đầu tháng 1 năm 2001, Memorial Selection giữ hạng #30, và một tháng sau đó trong hai tuần đầu tháng 2, giữ hạng #38. Memorial Selection tái xuất ở vị trí #41 từ cuối tháng 2 đến cuối tháng 3 năm 2001, và hai tuần kế tiếp giữ hạng #32. Trò chơi có mặt trong bảng thành tích trên một lần nữa từ ngày 7 đến 20 tháng 5 năm 2001, xếp hạng #47, và lần cuối cùng là trong hai tuần đầu tháng 7 năm 2001, trụ ở vị trí #37. Ấn bản lồng tiếng đầy đủ của ONE trên Windows xuất phát ở hạng #12 trong tốp 50, và rơi xuống hạng #40 trong hai tuần kế tiếp. Trong tháng tiếp theo, ấn bản này giữ vị trí #60 trong bảng xếp hạng, và xuất hiện lần cuối khi đang trụ hạng #44.
Chuyển thể OVA mọi lứa tuổi của ONE chịu những đánh giá có phần tiêu cực của nhà phê bình Carlos Ross trên trang THEM Anime Reviews. Tuy nhìn có vẻ "dễ thương", ông chê trách các nhân vật "không có những cá tính để phá vỡ khuôn sáo của [thể loại] mô phỏng hẹn hò". Dù vậy, Ross đánh giá cao phong cách nghệ thuật, với lời bình "khá đẹp, có phong cách theo kiểu truyền thống hơn các CG." Nhà phê bình Chris Beveridge trên Mania.com đã nhận xét về xê-ri OVA người lớn ONE ~Kagayaku Kisetsu e~ True Stories như sau: "One: True Stories là thể loại phù hợp cho người mới xem [anime] hay cho các cặp đang yêu khi vừa chú trọng vào cốt truyện và cảm xúc nhân vật lại vừa [chú trọng] vào sex, nếu không nói là còn nhiều hơn thế." Các nhân vật được nhìn nhận là "có sức thu hút", còn cốt truyện được miêu tả là "hoang đường nhưng là sự hoang đường đáng yêu."

### Ảnh hưởng
Sau khi phát hành ONE ~Kagayaku Kisetsu e~, YET11 là người duy nhất ở lại thực hiện các tựa game tiếp theo của Tactics, chẳng hạn như visual novel Suzu ga Utau Hi, trò chơi thứ tư của công ty ra mắt năm 1999. Toàn bộ phát triển viên khác của ONE, cũng như tác phẩm trước đó là MOON., đã rời khỏi Tatics và thành lập công ty Key, một thương hiệu của Visual Art's, rồi tung ra siêu phẩm Kanon vào năm 1999. Nhà biên kịch Nasu Kinoko của công ty Type-Moon chia sẻ rằng ông đã bị cuốn hoàn toàn vào "Thế giới Vĩnh cửu" trong ONE—trò chơi mà theo Nasu đã tác động không nhỏ đến sự nghiệp của ông sau này, thể hiện rõ ràng nhất trong Tsukihime. Khái niệm về sự chuyển đổi từ thế giới thật sang Thế giới Vĩnh cửu huyền bí trong ONE cũng được so sánh với tiểu thuyết Xứ sở diệu kỳ tàn bạo và chốn tận cùng thế giới của tiểu thuyết gia Murakami Haruki, trong đó sử dụng một lối phân tách giữa thực tế và ảo tưởng.
Chịu ảnh hưởng từ visual novel To Heart của Leaf ra đời năm 1997, những nhân viên phát triển ONE đã áp dụng vào trò chơi một khái niệm mới: mở đầu là những khoảnh khắc lãng mạn nồng ấm xen lẫn hài hước, kế đến là nỗi đau của sự chia cắt và mất mát, cuối cùng là sự tái hợp của những cung bậc cảm xúc. Họ gọi đấy là những "trò chơi cướp nước mắt" của dòng game bishōjo, mà về sau đã giúp tạo nên thể loại nakigē (泣きゲー) và phát triển thành một hướng đi mới cho các visual novel đời kế tiếp. "Nakige" trở thành một mỹ từ đặc hữu khi miêu tả những tác phẩm của Key, bởi họ tiếp tục đưa công thức trên vào nhiều tựa game kế tiếp, điển hình là Kanon, AIR vào năm 2002 và CLANNAD vào năm 2004. Các nhà phê bình bishōjo game ngày nay vẫn xem ONE như một tác phẩm ngang hàng với những công trình nổi bật của Key, là tiền thân của những thành công to lớn mà công ty này gặt hái được.
Một phần kế tiếp được phát triển dựa theo kịch bản gốc của visual novel ONE mang tựa ONE2 ~Eien no Yakusoku~ (ONE2 ～永遠の約束～ tạm dịch: ONE2 ~Lời hứa Vĩnh cửu~) do công ty BaseSon, một thương hiệu khác của NEXTON, thực hiện. ONE2 phát hành ngày 26 tháng 4 năm 2002 và tái bản vào ngày 25 tháng 4 năm 2003 với phần lồng tiếng được thêm vào. ONE2 cũng sử dụng khái niệm Thế giới Vĩnh cửu làm hướng đi chính như ONE. Thế giới Vĩnh cửu trong tác phẩm này được giải thích rõ ràng hơn tiền thân của nó, mặc dù hai trò chơi có kịch bản khác nhau ở một mức độ nhất định, cũng bởi các nhà biên kịch của ONE không tham gia chế tác ONE2.
Các nhân vật trong ONE đã xuất hiện trong một số sản phẩm truyền thông khác không liên quan đến xê-ri. Sáu nhân vật nữ chính trong ONE đã góp mặt trong dōjin game Eternal Fighter Zero của hãng Twilight Frontier. Ngoài ra, nhân vật Nanase Rumi cũng xuất hiện như một vai quần chúng trong một vài tập phim của bộ anime chuyển thể Kanon do Kyoto Animation sản xuất. Họa sĩ Hinoue Itaru, chỉ đạo nghệ thuật của ONE, đã thêm các minh họa từ ONE vào cuốn artbook White Clover: Itaru Hinoue Art Works phát hành năm 2009 của bà.